# Bhulath
Bhulath là một thị xã và là một nagar panchayat của quận Kapurthala thuộc bang Punjab, Ấn Độ.

## Nhân khẩu
Theo điều tra dân số năm 2001 của Ấn Độ, Bhulath có dân số 10.079 người. Phái nam chiếm 53% tổng số dân và phái nữ chiếm 47%. Bhulath có tỷ lệ 70% biết đọc biết viết, cao hơn tỷ lệ trung bình toàn quốc là 59,5%: tỷ lệ cho phái nam là 75%, và tỷ lệ cho phái nữ là 65%. Tại Bhulath, 11% dân số nhỏ hơn 6 tuổi.